# Oyapock
Oyapock (francouzsky Fleuve Oyapock, portugalsky Rio Oiapoque) je řeka v Jižní Americe, převážně tvoří státní hranici mezi Brazílií a Francouzskou Guyanou, která je zámořským departementem Francie a součástí Evropské unie. Je dlouhá 485 km. Povodí má rozlohu 23 300 km², z čehož připadá 13 700 km² na Francii a 9500 km² na Brazílii.

## Průběh toku
Pramení v horách Serra Tumucumaci. Protéká krystalickou Guyanskou vysočinou, přičemž vytváří množství říčních prahů a vodopádů. Na dolním toku protéká pobřežní nížinou. Ústí do Atlantského oceánu.

## Využití
Na dolním toku je možná vodní doprava. Na řece leží města Saint-Georges-de-l'Oyapock (Francouzská Guyana) a Oiapoque (Brazílie), která spojuje od roku 2014 most Pont sur l'Oyapock.